# 木古站 (平南铁路)
木古站，位于中国广东省深圳市龙岗区木古，为平南铁路的四等站，离平湖站3公里，离深圳西站32公里。该站于1993年启用，目前由广州铁路（集团）公司（简稱广铁）平南铁路有限公司管辖。

## 使用情况
木古站是平南铁路的中间站，客运办理旅客乘降，但不办理行李、包裹托运；货运办理整车、零担货物发到，但不办理危险货物发到。

## 停靠车次
目前木古站未有任何客运列车停靠。

## 历史
- 1993年：木古站建成启用。

## 资料来源
1. ↑  10月拍车：行走平南线&平盐线[永久]